# NGC 5569
NGC 5569 est une petite (?) galaxie spirale intermédiaire située dans la constellation de la Vierge. Sa vitesse par rapport au fond diffus cosmologique est de 2 019 ± 17 km/s, ce qui correspond à une distance de Hubble de 29,8 ± 2,1 Mpc (∼97,2 millions d'al). NGC 5569 a été découverte par le physicien irlandais George Stoney en 1849.
La classe de luminosité de NGC 5569 est III-IV et elle présente une large raie HI. En raison d'une brillance de surface égale à 14,29 mag/am2, on peut qualifier NGC 5569 de galaxie à faible brillance de surface (LSB en anglais pour low surface brightness). Les galaxies LSB sont des galaxies diffuses (D) avec une brillance de surface inférieure de moins d'une magnitude à celle du ciel nocturne ambiant.
À ce jour, une mesure non basée sur le décalage vers le rouge (redshift) donne une distance d'environ 17,400 Mpc (∼56,8 millions d'al). Cette valeur est à l'extérieur des valeurs de la distance de Hubble. Notons que c'est avec la valeur moyenne des mesures indépendantes, lorsqu'elles existent, que la base de données NASA/IPAC calcule le diamètre d'une galaxie et qu'en conséquence le diamètre de NGC 5569 pourrait être d'environ 17,3 kpc (∼56 400 al) si on utilisait la distance de Hubble pour le calculer.

## Arp 286

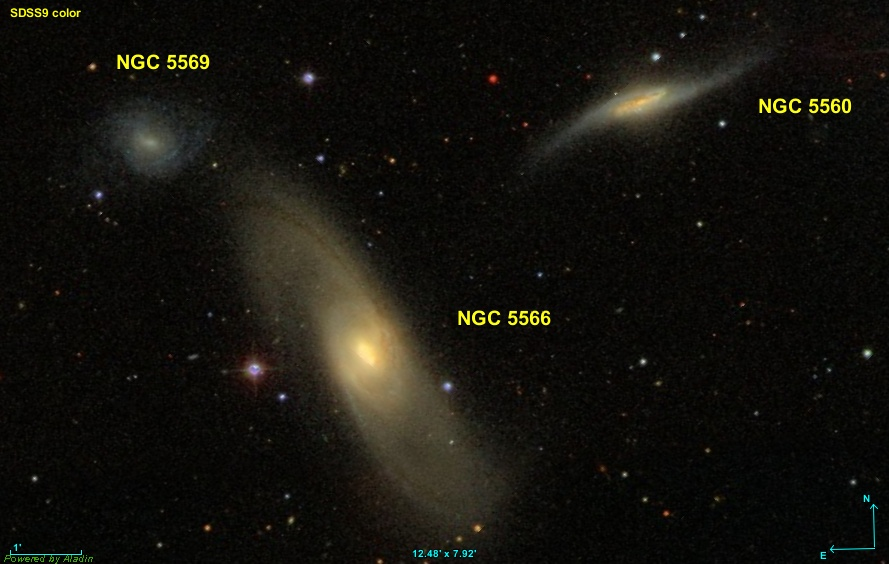
Les trois galaxies d'Arp 286.
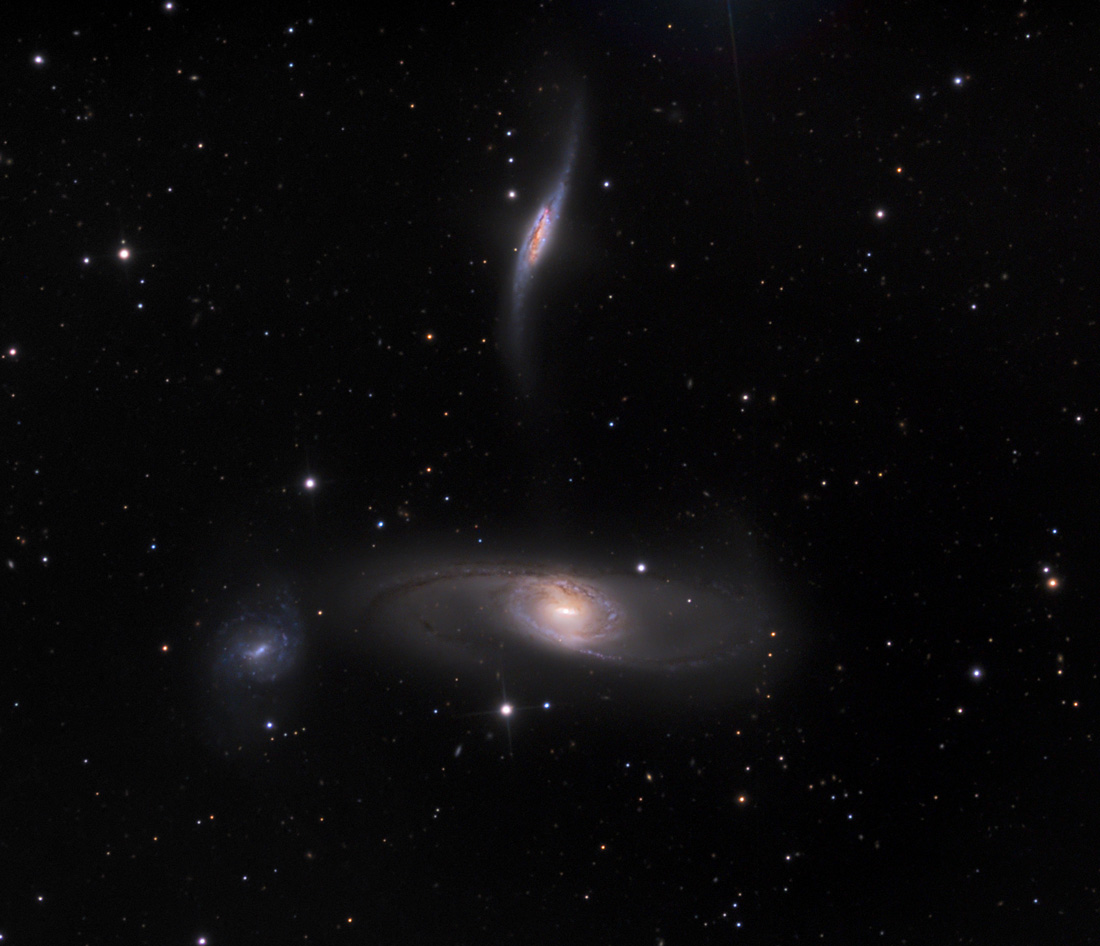
Les trois galaxies d'Arp 286 par Adam Block (Observatoire du mont Lemmon/Université de l'Arizona).
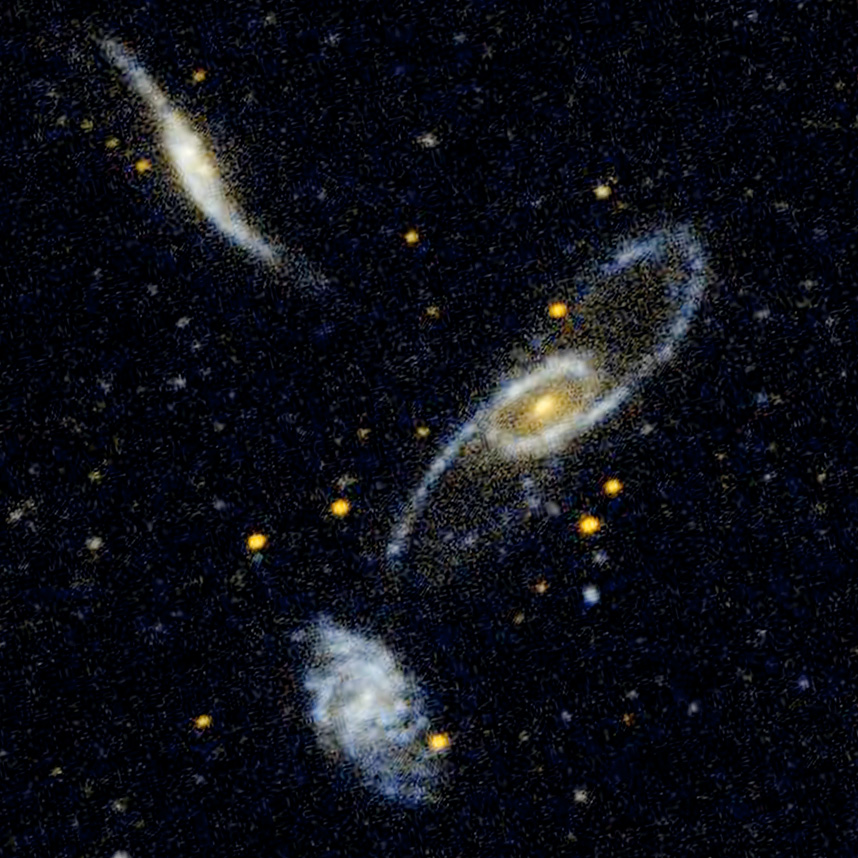
Les trois galaxies d'Arp 286 dans le domaine de l'ultraviolet par GALEX.

Trois galaxies du groupe de NGC 5566, soit NGC 5560, NGC 5566 et NGC 5569 figurent dans l'atlas des galaxies particulières de Halton Arp sous la cote Arp 286. Arp a divisé son catalogue avec des critères purement morphologique. Ces trois galaxies appartiennent à la classe de chute et attraction, chacune présentant des caractéristiques suggérant une interaction gravitationnelle entre les galaxies.

## Groupe de NGC 5566
Selon A. M. Garcia, NGC 5569 fait partie du groupe de NGC 5566 qui compte au moins six membres. Les cinq autres galaxies de la liste de Garcia sont NGC 5560, NGC 5566, NGC 5574, NGC 5576 et NGC 5577.
Sur le site « Un Atlas de l'Univers », Richard Powell mentionne aussi le groupe de NGC 5566, avec les mêmes six galaxies que celles de la liste de Garcia à laquelle il ajoute la galaxie UGC 9215. Ce groupe est également mentionné par Abraham Mahtessian, mais la galaxie NGC 5569 n'en fait étonnamment pas partie. Cependant, la galaxie UGC 9215 s'y trouve avec la désignation 1420+0157, une abréviation non conventionnelle et malheureuse pour CGCG 1420.90157.